# 岡本羽加
岡本羽加（おかもと うか）は日本の鍼灸・マッサージ師、国際薬膳師、実業家。一般社団法人美巡ライフ協会代表理事、株式会社さらさら堂代表を務める。チベット体操協会代表。ニューヨーク国際学士院大学東洋医学博士・イオンド大学美容心理学名誉博士。

## 来歴
2002年に大阪市にさらさら堂鍼灸院を開業する。2008年には株式会社さらさら堂を設立。
体質改善プログラムとして「さらさらスープ」を考案した。

## 受賞
- 2004年 日本文化振興会より「社会文化功労賞」を授与[2]

## 著書
- 脂肪燃焼スープが効く
- 脂肪燃焼ダイエットスープ
- 玄米酵素ごはん
- ダイエット美腸スープ
- 魔法のチベット体操
- チベット体操で若返る
- 若返りの秘儀チベット体操
- 2013年3月 スピリチュアル・エクササイズ DVD付き チベット体操 若返りの秘儀（河出書房新社刊]） ISBN 978-4-309-27393-8

## DVD
- 健康になるチベット体操（販売元：ポニーキャニオン）[2]
- 2012年12月 チベット体操 ～若返りの儀式～（販売：ベンテンエンタテインメント）